# Ronde van Catalonië 2008
De 88e Ronde van Catalonië (Catalaans: Volta a Catalunya) was een wielerwedstrijd die van 19 tot 25 mei 2008 werd verreden in Catalonië (Spanje). De Ronde van Catalonië behoort tot de Pro Tour. Naast de 18 Pro Tour-teams deden ook Agritubel, Karpin-Galicia, Andalucía-Cajasur en Team Slipstream mee.

## Etappeoverzicht
| etappe | datum  | start                  | finish          | afstand     | winnaar            | klassementsleider |
| ------ | ------ | ---------------------- | --------------- | ----------- | ------------------ | ----------------- |
| 1e     | 19 mei | Lloret de Mar          | Lloret de Mar   | 4 km (I.T.) | Thor Hushovd       | Thor Hushovd      |
| 2e     | 20 mei | Riudellots de la Selva | Banyoles        | 168 km      | Thor Hushovd       | Thor Hushovd      |
| 3e     | 21 mei | Banyoles               | La Seu d'Urgell | 192 km      | Cyril Dessel       | Cyril Dessel      |
| 4e     | 22 mei | La Seu d'Urgell        | Ascó            | 217 km      | Pierrick Fédrigo   | Rémi Pauriol      |
| 5e     | 23 mei | Ascó                   | El Vendrell     | 164 km      | Sylvain Chavanel   | Rémi Pauriol      |
| 6e     | 24 mei | El Vendrell            | Pallejà         | 164 km      | Francesco Chicchi  | Rémi Pauriol      |
| 7e     | 25 mei | Pallejà                | Barcelona       | 124 km      | José Luis Carrasco | Gustavo César     |

## Klassementsleiders na elke etappe
| Etappe (winnaar)       | Algemeen klassement  | Puntenklassement | Bergklassement    | Sprintklassement | Ploegenklassement |
| ---------------------- | -------------------- | ---------------- | ----------------- | ---------------- | ----------------- |
| ( Thor Hushovd )       | Thor Hushovd         | Thor Hushovd     | niet uitgereikt   | niet uitgereikt  | Crédit Agricole   |
| ( Thor Hushovd )       | Thor Hushovd         | Thor Hushovd     | Dario Cioni       | Freddy Bichot    | Crédit Agricole   |
| ( Cyril Dessel )       | Cyril Dessel         | Thor Hushovd     | Christophe Moreau | Freddy Bichot    | AG2R-La Mondiale  |
| ( Pierrick Fédrigo )   | Rémi Pauriol         | Thor Hushovd     | Christophe Moreau | Freddy Bichot    | Astana            |
| ( Sylvain Chavanel )   | Rémi Pauriol         | Thor Hushovd     | Christophe Moreau | Sylvain Chavanel | Astana            |
| ( Francesco Chicchi )  | Rémi Pauriol         | Thor Hushovd     | Christophe Moreau | Manuel Quinziato | Astana            |
| ( José Luis Carrasco ) | Gustavo César Veloso | Thor Hushovd     | Christophe Moreau | Manuel Quinziato | Astana            |

## Eindklassementen

### Algemeen klassement
| Plaats | Naam                 | Ploeg             | Tijd      |
| ------ | -------------------- | ----------------- | --------- |
|        | Gustavo César Veloso | Karpin-Galicia    | 24u29'22" |
| 2      | Rigoberto Urán       | Caisse d'Epargne  | + 16"     |
| 3      | Rémi Pauriol         | Crédit Agricole   | + 21"     |
| 4      | Josep Jufré          | Saunier Duval     | z.t.      |
| 5      | Daniel Navarro       | Astana            | + 23"     |
| 6      | Haimar Zubeldia      | Euskaltel-Euskadi | + 28"     |
| 7      | Janez Brajkovič      | Astana            | + 29"     |
| 8      | Pierrick Fédrigo     | Bouygues Télécom  | + 31"     |
| 9      | Thomas Lövkvist      | Team High Road    | + 34"     |
| 10     | Gorka Verdugo        | Euskaltel-Euskadi | z.t.      |

### Bergklassement
| Plaats    | Naam                    | Ploeg             | Punten |
| --------- | ----------------------- | ----------------- | ------ |
| Rode trui | Christophe Moreau       | Agritubel         | 68     |
| 2         | Christophe Riblon       | AG2R La Mondiale  | 46     |
| 3         | Francisco José Martínez | Andalucía-Cajasur | 42     |

### Puntenklassement
| Plaats     | Naam                 | Ploeg             | Punten |
| ---------- | -------------------- | ----------------- | ------ |
| Witte trui | Thor Hushovd         | Crédit Agricole   | 79     |
| 2          | Gustavo César Veloso | Karpin-Galicia    | 48     |
| 3          | Leonardo Duque       | Cofidis-Le Crédit | 46     |

### Sprintklassement
| Plaats      | Naam             | Ploeg                 | Punten |
| ----------- | ---------------- | --------------------- | ------ |
| Blauwe trui | Manuel Quinziato | Liquigas              | 12     |
| 2           | Josep Jufré      | Saunier Duval-Scott   | 7      |
| 3           | Jérôme Coppel    | La Française des Jeux | 5      |

### Ploegenklassement
| Plaats | Ploeg                 | Tijd      |
| ------ | --------------------- | --------- |
|        | Astana                | 73u29'57" |
| 2      | Saunier Duval-Scott   | + 21"     |
| 3      | La Française des Jeux | + 1' 43"  |

1911 · 1912 · 1913 · 1914-1919 · 1920 · 1921-1922 · 1923 · 1924 · 1925 · 1926 · 1927 · 1928 · 1929 · 1930 · 1931 · 1932 · 1933 · 1934 · 1935 · 1936 · 1937 · 1938 · 1939 · 1940 · 1941 · 1942 · 1943 · 1944 · 1945 · 1946 · 1947 · 1948 · 1949 · 1950 · 1951 · 1952 · 1953 · 1954 · 1955 · 1956 · 1957 · 1958 · 1959 · 1960 · 1961 · 1962 · 1963 · 1964 · 1965 · 1966 · 1967 · 1968 · 1969 · 1970 · 1971 · 1972 · 1973 · 1974 · 1975 · 1976 · 1977 · 1978 · 1979 · 1980 · 1981 · 1982 · 1983 · 1984 · 1985 · 1986 · 1987 · 1988 · 1989 · 1990 · 1991 · 1992 · 1993 · 1994 · 1995 · 1996 · 1997 · 1998 · 1999 · 2000 · 2001 · 2002 · 2003 · 2004 · 2005 · 2006 · 2007 · 2008 · 2009 · 2010 · 2011 · 2012 · 2013 · 2014 · 2015 · 2016 · 2017 · 2018 · 2019 · 2020 · 2021 · 2022 · 2023 · 2024
 Tour Down Under · 
 Ronde van Vlaanderen · 
 Ronde van het Baskenland · 
 Gent-Wevelgem · 
 Amstel Gold Race · 
 Ronde van Romandië · 
 Ronde van Catalonië · 
 Dauphiné Libéré · 
 Ronde van Zwitserland · 
 Ploegentijdrit Eindhoven · 
 Clásica San Sebastián · 
  Eneco Tour · 
 GP Ouest France-Plouay · 
 Ronde van Duitsland · 
 Vattenfall Cyclassics · 
 Ronde van Polen